# Valarie Allman
Valarie Allman (født 23. februar 1995) er en amerikansk diskoskaster. Allman er to gange olympisk mester i disciplinen.
Allmans personlige rekord er på 71.46 meter, som hun satte ved Triton Invitational i La Jolla d. 8. april 2022. Dette var det 15. længste kast i historien og længste i mere end 30 år.